# Natos y Waor
Natos y Waor es un dúo de rap español conformado por el rapero español Fernando Hisado «Waor» (Madrid, 28 de mayo de 1988) y el argentino Gonzalo Cidre «Natos» (Buenos Aires, 14 de octubre de 1991).

## Trayectoria
Ambos se conocieron en 2010, cuando acostumbraban a asistir a batallas de gallos de Madrid. Vieron que tenían gustos musicales bastante parecidos y se decidieron a grabar sus primeras canciones juntos. No fue hasta 2011 que estrenaron su primer álbum, Por la jeta, que causó un gran impacto en la capital española. Tenían un estilo duro, gamberro y basado en sus vivencias del barrio y de la fiesta. Fue este disco el que les permitió empezar a realizar conciertos, de forma gratuita, en casas okupas, fiestas de pueblo etc. Siempre van acompañados de DJ Saik y junto a él han recorrido más de cincuenta ciudades del territorio español. También han actuado a nivel internacional en Argentina, México, Reino Unido y Estados Unidos.
Ganadores en la edición de 2016 de los Premios de la Música Independiente en la categoría de mejor álbum de hiphop y de música urbana con Martes 13. Han actuado en varias salas de conciertos y festivales como la sala Apolo de Barcelona, el Zaragoza Ciudad Hip Hop Festival en 2016, el palacio Vistalegre de Madrid y el Palacio de Deportes de la Comunidad de Madrid.

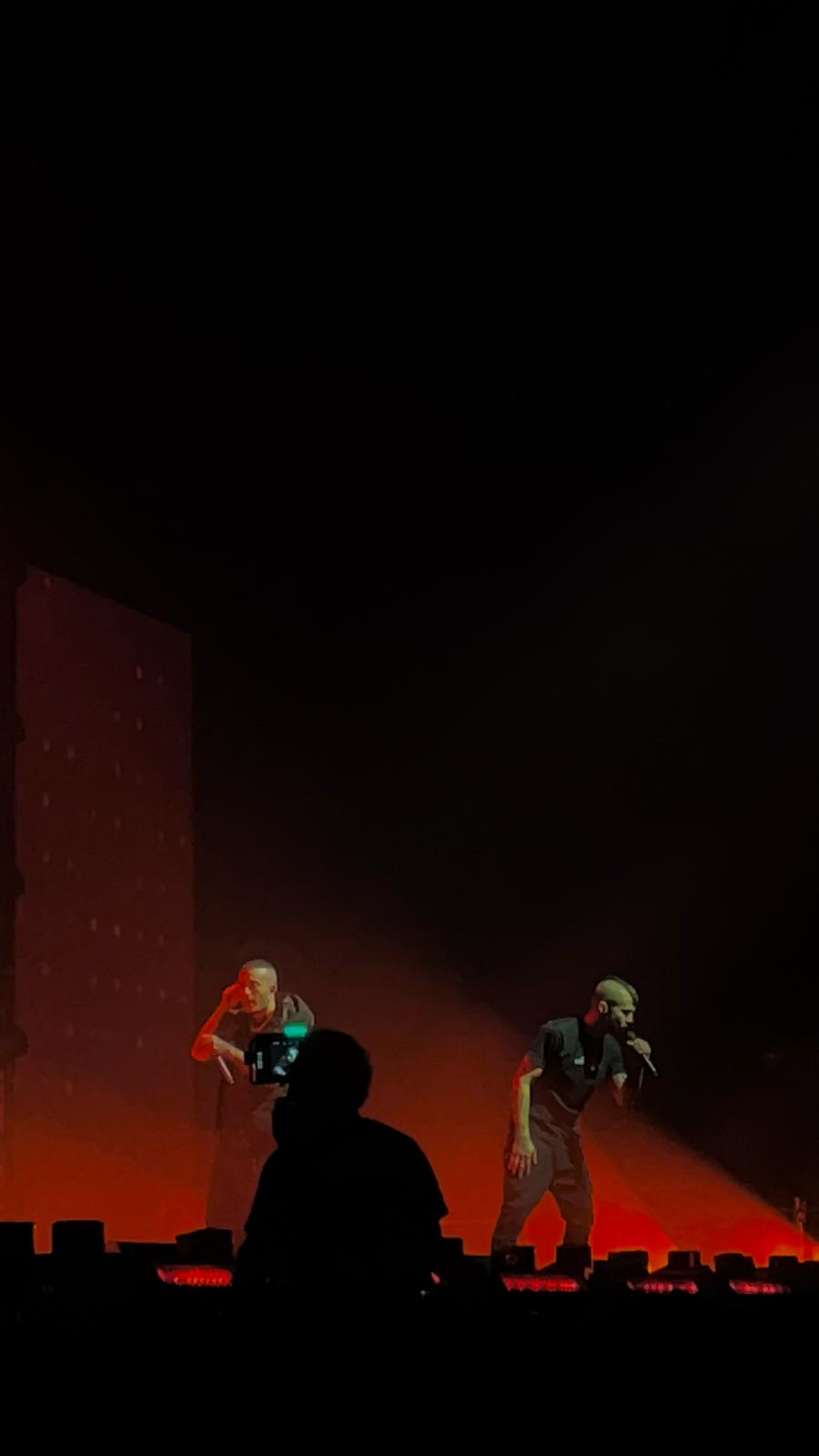
Concierto de Natos y Waor en el WiZink Center 2023

Cuelgan sus trabajos en la plataforma de YouTube en la que tienen más 500 000 000 visualizaciones y casi 1 000 000 de suscriptores en 2023. Son productores de su propio documental Underground Kings, en el que realizan un recorrido de su vida y trayectoria musical.
El 22 de junio de 2024, colaboraron con SFDK en el tema «Sin-ceros», en el concierto del trigésimo aniversario de SFDK en el estadio de la Cartuja.
El 7 de junio de 2025 ambos harán un concierto especial celebrando su décimo quinto aniversario en el estadio Metropolitano de Madrid.

## Discografía
- 2011: Por la jeta
- 2012: Catarsis
- 2012: Hijos de la ruina
- 2014: Caja negra
- 2015: Martes 13[20]
- 2016: Hijos de la ruina, vol. 2[21]
- 2018: Cicatrices[3][22]
- 2021: Hijos de la ruina, vol. 3
- 2022: Luna llena
- 2024: Mal de amores
- 2026: Hijos de la ruina, vol. 4

## Arte

### Estilo musical
Según han afirmado a diversos medios, el rap es el género en el que mejor se encuadran, sin embargo, en sus canciones se dan sonidos muy diversos que no tienen que ver con el rap más clásico. Natos y Waor en una entrevista para ABC reconocen que en sus canciones pueden tirar hacia el rock, el techno y el reguetón; sin embargo, intentando mantener un estilo característico.

#### Autogestión
La autoproducción de sus trabajos es una de las características más reseñables de Natos y Waor. Las cifras conseguidas son producto de los propios artistas sin contar con el apoyo de ninguna discografía ajena. El grupo, en una entrevista otorgada a Mundo Sonoro, confiesan el porqué de esta medida, afirmando, que no había llegado ninguna propuesta que convenciera realmente al grupo, no solo desde el punto de vista económico, sino también desde la libertad de los cantantes para seguir su propio camino. Ellos mismos, además de diversos expertos en los ámbitos de comunicación y publicidad, advierten que el éxito cosechado se explica por la irrupción de la Internet y las redes sociales. Sin embargo, los expertos también afirman que suelen ser casos aislados y que siempre existe un «techo de cristal» debido a que el poder de un solo artista nunca se puede equiparar con el de una empresa multinacional.

### Influencias
Waor se vio influenciado desde muy pequeño por el mundo del grafiti y del punk en casas okupas. En una entrevista para El Mundo reconoce que sus influencias residen en grupos punk y sobre todo oi!, un estilo semejante al punk vinculado al movimiento skinhead (en su caso de izquierdas). Entre los grupos que el artista madrileño usaba como referencia encontramos a Oi! The Arrase, Non Servium y Kaos Urbano. Además, Waor, según ha reconocido en una entrevista para ABC, pudo cumplir un sueño durante la grabación de su disco Luna llena al grabar la canción «Quiero volar» con uno de sus ídolos: Kutxi Romero, vocalista y compositor del grupo Marea. Por su parte Natos, según ha reconocido, recibe su inspiración musical, de las fiestas tecno. 
En una entrevista realizada por el Heraldo de Aragón, ambos artistas respondieron que sentían mucho respeto por el grupo de Violadores del Verso y que era innegable su influencia en su trabajo, debido en gran medida a su importancia en el género por ser los iniciadores de todo el proceso. Además, reconocen que pueden tener similitudes en cuanto a la relevancia conseguida. Sin embargo, advierten la distancia entre ambos grupos, sobre todo a la hora de hablar de la estética y la musicalidad.
Natos y Waor pertenecen al relevo generacional del rap clásico basado en introducir el rap gánster en la escena, desbancando a géneros como el pop rock como estilo cultural predominante. En este cambio de paradigmas, Madrid fue el foco principal de este relevo y Natos y Waor junto a otros artistas como Iván Nieto, Costa, Nasta o el grupo Corredores de Bloque enaltecieron la presencia de la música urbana en la sociedad. De esta avanzadilla surgen los colectivos madrileños Ziontifik, representados por Dano y Elio Toffana y Agorazein, compuesto por Manto (futuro Sticky M.A.) y C. Tangana, entre otros. Estos dos grupos trabajaron en englobar todo lo que requería la industria musical de entonces: aprovechar el éxito inminente de YouTube para trabajar mejor en aspectos relacionados con el diseño y el vídeo. La unión entre Natos y Waor y Recycled plasman perfectamente el sentido de estos colectivos madrileños surgidos a partir de 2010.

## Filmografía
En junio de 2020 publicarían su propio documental: Underground Kings, autoproducido al completo por Natos y Waor. En un primer momento, se estrenó en Movistar+, sin embargo, pocos días después lo publicarían en YouTube donde sigue estando en la actualidad. Según algunos medios, el documental, a su entrada en la plataforma, se convirtió en uno de los contenidos más populares y buscados por los usuarios y en YouTube alcanzó rápidamente el tercer puesto en tendencias.
El contenido del documental se basa en explicar la vida y trayectoria de ambos artistas desde sus inicios hasta el concierto en el palacio Vistalegre en Madrid.En él se explican detalles sobre dónde se criaron, como se conocieron y cómo fueron sus conciertos iniciales en los centros okupas. Además, vemos numerosos recursos como imágenes y vídeos, así como declaraciones inéditas como las de sus padres, amigos, representantes y numerosos artistas dentro del género urbano como Recycled J, Juancho Marqués, Chuty, Kase.O y ToteKing.

## Premios
| Año  | Categoría(s)                             | Nominación              | Resultado | Ref    |
| ---- | ---------------------------------------- | ----------------------- | --------- | ------ |
| 2015 | Mejor álbum de Hip Hop y Músicas urbanas | Martes 13- Natos y Waor | Ganadores | [ 30 ] |

| Año  | Categoría(s)         | Nominación                                         | Resultado | Ref.   |
| ---- | -------------------- | -------------------------------------------------- | --------- | ------ |
| 2022 | Mejor álbum urbano   | Hijos de la Ruina vol 3- Natos y Waor & Recycled J | Ganadores | [ 31 ] |
| 2022 | Artista Odeón urbano | Natos y Waor                                       | Nominados | [ 31 ] |